# Dongping Hu
Dongping Hu är en sjö i Kina. Den ligger i provinsen Shandong, i den östra delen av landet, omkring 100 kilometer sydväst om provinshuvudstaden Jinan. Dongping Hu ligger 38 meter över havet. Arean är 141 kvadratkilometer. Den sträcker sig 24,0 kilometer i nord-sydlig riktning, och 16,6 kilometer i öst-västlig riktning.
Genomsnittlig årsnederbörd är 667 millimeter. Den regnigaste månaden är juli, med i genomsnitt 208 mm nederbörd, och den torraste är januari, med 2 mm nederbörd.